# U-Bahnhof Garstedt
Der U-Bahnhof Garstedt ist eine Tunnelhaltestelle der Linie U 1 der Hamburger U-Bahn in der Stadt Norderstedt. Das Kürzel der Station bei der Betreiber-Gesellschaft Hamburger Hochbahn lautet „GA“. Im ersten COVID-Jahr 2020 gab es hier werktags 10.000 ein- und aussteigende Fahrgäste.

## Lage
Die Haltestelle Garstedt liegt im heutigen Zentrum des Norderstedter Stadtteils Garstedt. Die Station verfügt über einen 120 Meter langen Mittelbahnsteig, dessen zwei Aufgänge im mittleren Drittel liegen. Sie führen direkt in das über der Station liegende Eingangsgebäude, das heute in das östlich daneben befindliche Einkaufszentrum „Herold Center“ integriert ist.

## Verkehr
Die Station wird von der Linie U 1 tagsüber im 10-Minuten-Takt mit Acht- bzw. Neun-Wagen-Zügen bedient. Während der Hauptverkehrszeiten zwischen 6 und 9 Uhr sowie 15:30 und 19:00 Uhr ist die Zugfolge auf 5 Minuten verdichtet. In den Nächten auf Sonnabend und Sonntag wird Garstedt im Rahmen des durchgehenden Nachtverkehrs im 20-Minuten-Takt angefahren.
Direkt westlich des Bahnhofs befindet sich ein kleiner Busbahnhof, den einige Buslinien aus den Norderstedter und Hamburger Stadtteilen und aus den östlichen Gemeinden des Kreises Pinneberg anfahren. Ebenso befindet sich hier ein Taxi-Standplatz.
Nördlich des Busbahnhofs befindet sich ein Parkhaus, das Anfang der 1990er Jahre erneuert wurde, auch für den Park-and-ride-Verkehr.

## Geschichte
Bereits seit 1953 führte an der Stelle der heutigen Haltestelle Garstedt die Alsternordbahn (im HVV kurz: ANB) vorbei. Da bei der Erweiterung des Hamburger Flughafens die Startbahn 2 Anfang der 1960er Jahre bis auf das Gebiet der damals noch selbstständigen Gemeinde Garstedt verlängert wurde, handelte diese als Kompensation für diese Maßnahme vom Land Hamburg die Verlängerung der Langenhorner Bahn vom Bahnhof Ochsenzoll über die Hamburger Landesgrenze hinaus bis Garstedt aus. Für den Bau dieser U-Bahn-Strecke gab es verschiedene Überlegungen, zunächst sollte der neue U-Bahnhof Garstedt näher am westlich gelegenen früheren Dorfkern liegen. Der Bau erfolgte ab 1967 als Ausbau der vorhandenen eingleisigen, mit Schienenbus und während der Hauptverkehrszeiten noch mit den Akku-Triebwagen befahrenen, Trasse der Alsternordbahn. Diese wurde dazu bis zum Haltepunkt Birkenweg zurückgezogen, von hier bis zum Bahnhof Ochsenzoll fand Schienenersatzverkehr mit fünf Büssing-Senator-Bussen von VHH (3) und HHA (2) statt.
Das betroffene Streckenstück wurde tiefergelegt und zweigleisig trassiert, drei vorherige Bahnübergänge wurden durch Stahlbeton-Brücken ersetzt. Das kurze Tunnelstück mit dem neuen U-Bahnhof wurde in offener Bauweise gebaut. Ende Mai 1969 wurde er eröffnet, am 1. Juni 1969 wurde die U-Bahn-Linie U 1 verlängert. Die Strecke war zunächst vom Gleiswechsel südlich des Bahnhofs bis kurz vor der Landesgrenze an der Brücke über die Tarpenbek eingleisig, wurde aber bereits im Herbst 1969 wegen der guten Nutzung des neuen Angebots zur Einrichtung des 5-Minuten-Taktes während der Hauptverkehrszeiten zweigleisig ausgebaut. Ebenfalls im Mai 1969 wurde die ANB vom Birkenweg bis zum neuen Endpunkt „Garstedt“ über dem U-Bahnhof verlängert, er lag auf Geländeebene und bestand aus einem einfachen Gleis mit Prellbock am westlich davon gelegenen Bahnsteig. Fahrgäste der Alsternordbahn in Richtung Hamburg mussten hier in die U-Bahn umsteigen. Etwa in Höhe des nun aufgegebenen Haltepunktes Birkenweg wurde ein Abstellgleis für nur während der Hauptverkehrszeiten mitgeführte Steuerwagen errichtet. 1970 wurde direkt östlich des Bahnhofs das Einkaufszentrum „Herold Center“ mit seinen vier Wohntürmen gebaut. Auch das südlich davon gebaute Warenhaus Karstadt schaffte zusätzliche Verkehrsnachfrage.
In dem anfänglich allein dastehenden Empfangsgebäude mit den zwei Abgängen zum Bahnsteig gab es einen Zeitungs- und Süßigkeiten-Kiosk und eine Kneipe, die damals üblichen Ein-Preis-Fahrkartenautomaten wurden ergänzt durch einen Fahrkartenschalter, von dem aus auch die Züge (über Kameras auf dem Bahnsteig und Monitore) abgefertigt wurden. Das kurz nach Fertigstellung des U-Bahnhofs errichtete Einkaufszentrum „Herold Center“ erhielt einen direkten Zugang vom Ostausgang des U-Bahn-Empfangsgebäudes. Etwa 1977 wurden die – wegen des Tarifsystems im HVV – erforderlichen vielen verschiedenen Ein-Preis-Fahrkartenautomaten durch zwei Mehrpreis-Automaten ersetzt.
Zwischen 1991 und 1996 wurde die U-Bahn von Garstedt aus auf der ANB-Trasse bis Norderstedt Mitte (neues Stadtzentrum) verlängert. Dazu wurde die Verkehrsgesellschaft Norderstedt (VGN) als Tochtergesellschaft der Stadtwerke Norderstedt gegründet, die zunächst Grundstückskäufe zu erledigen hatte. Zur Trassenfreimachung für den eigentlichen U-Bahn-Bau wurde westlich der alten eingleisigen ANB-Trasse die Alsternordbahn quasi noch einmal gebaut. Nach Fertigstellung der neuen tiefergelegten zweigleisigen U-Bahn-Strecke gab es für ein paar Tage Bahnbetrieb auf beiden Trassen. Nach Inbetriebnahme der U-Bahn wurde die Interimsstrecke abgebaut, die Trasse wird jetzt für einen Rad- und Fußweg genutzt.
Im Zuge der U-Bahn-Erweiterung wurde der neue Tunnel nördlich des Bahnsteigs so breit ausgeführt, dass dort ein Kehrgleis zwischen den Streckengleisen Platz fand. Zuvor endeten die U-Bahn-Gleise am Bahnsteig und die Züge nutzten einen noch immer vorhandenen doppelten Gleiswechsel südlich des Bahnsteigs.
| Linie | Verlauf |
| ----- | --- |
| U 1   | Norderstedt Mitte – Richtweg – Garstedt – Ochsenzoll – Kiwittsmoor – Langenhorn Nord – Langenhorn Markt – Fuhlsbüttel Nord – Fuhlsbüttel – Klein Borstel – Ohlsdorf – Sengelmannstraße (City Nord) – Alsterdorf – Lattenkamp (Sporthalle) – Hudtwalckerstraße – Kellinghusenstraße – Klosterstern – Hallerstraße – Stephansplatz (Oper/CCH) – Jungfernstieg – Meßberg – Steinstraße – Hauptbahnhof Süd – Lohmühlenstraße – Lübecker Straße – Wartenau – Ritterstraße – Wandsbeker Chaussee – Wandsbek Markt – Straßburger Straße – Alter Teichweg – Wandsbek-Gartenstadt – Trabrennbahn – Farmsen – Oldenfelde – Berne – Meiendorfer Weg – Volksdorf / Streckenast Ohlstedt – Buckhorn – Hoisbüttel – Ohlstedt \ Streckenast Großhansdorf – Buchenkamp – Ahrensburg West – Ahrensburg Ost – Schmalenbeck – Kiekut – Großhansdorf |